# Komisja Kolonizacyjna

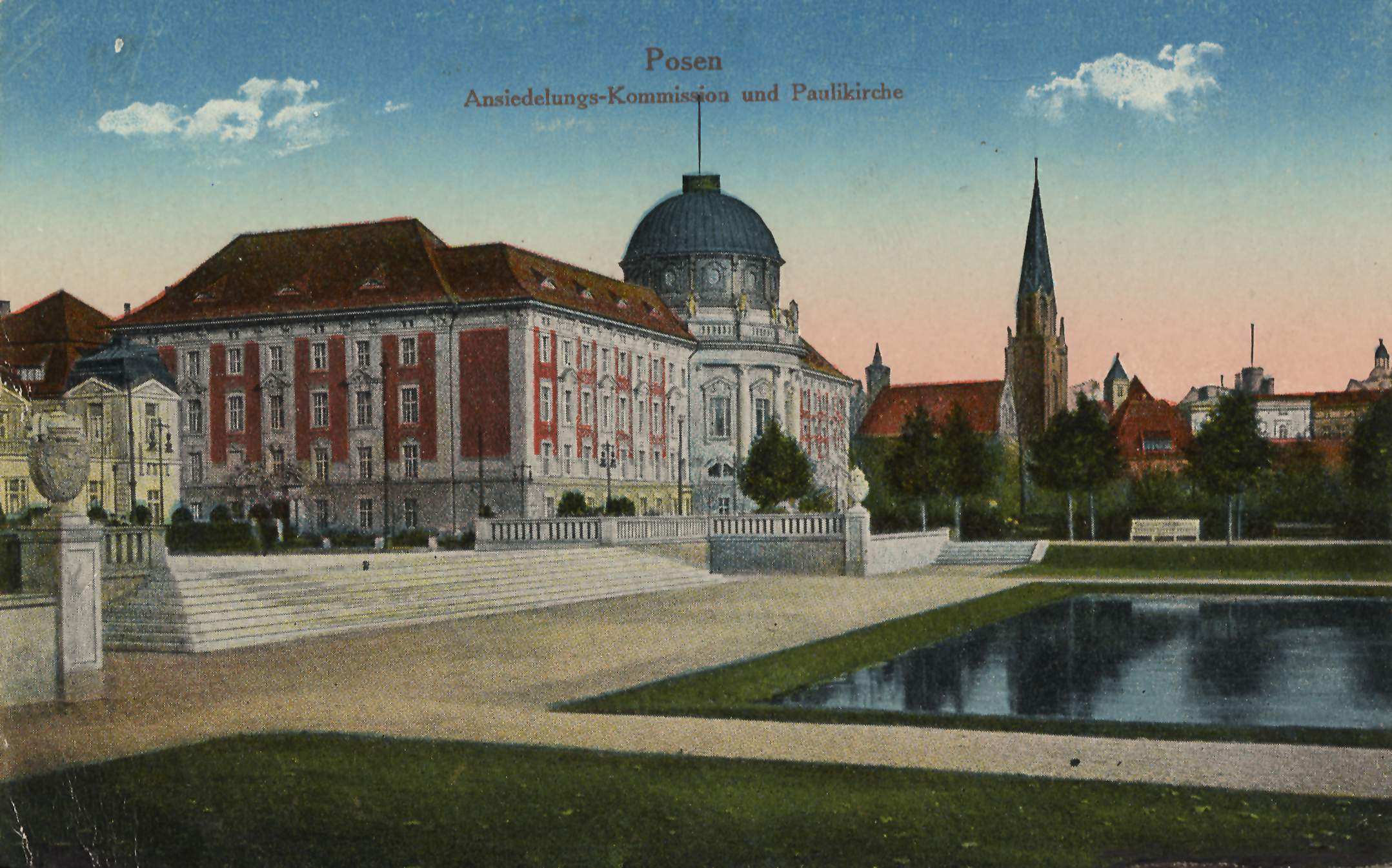
Siedziba Komisji Kolonizacyjnej (dziś Collegium Maius UAM), w tle Kościół św. Pawła (dziś Kościół Najświętszego Zbawiciela)

Komisja Kolonizacyjna (niem. Königlich Preußische Ansiedlungskommission für Westpreußen und Posen, dosł. „Królewska Pruska Komisja Osadnicza dla Prus Zachodnich i Prowincji Poznańskiej”) – instytucja z siedzibą w Poznaniu, istniejąca w latach 1886–1919, mająca za zadanie wspieranie kolonizacji wewnętrznej we wschodnich prowincjach Królestwa Prus.

## Historia

### Powstanie
Instytucja specjalnej komisji ds. kolonizacji wprowadzona została przez sejm pruski ustawą z 26 kwietnia 1886 roku. Formalnie Komisję powołał król Prus, Wilhelm I, rozporządzeniem z 21 czerwca 1886 roku.
Główną przyczyną powstania Komisji był postępujący od połowy XIX wieku spadek liczby chłopów we wschodnich prowincjach Cesarstwa, dotyczący w szczególności ludności niemieckiej. Powołanie Komisji miało więc dwa główne cele: ekonomiczny oraz narodowościowy – wspieranie napływu Niemców do Wielkopolski i Pomorza Gdańskiego miało spowodować rozwój gospodarczy regionu oraz wzmocnić lokalną społeczność niemiecką.

### Siedziba
W pierwszych latach istnienia Komisja Kolonizacyjna zajmowała pomieszczenia w budynku rejencji (mieszczącym się w dawnym kolegium jezuitów, dzisiejszym Urzędzie Miasta) oraz w starym budynku Szkoły Ludwiki (Pałac Górków). Od 1891 r. administracja Komisji rozlokowana była w kamienicach przy Mühlenstraße, Neumannstraße (dziś ul. Działyńskich) oraz Oberwallstraße (dziś ul. Kościuszki). Trudna sytuacja lokalowa spowodowała powstanie dla Komisji nowego, monumentalnego gmachu przy Paulikirchstraße (dziś ul. Fredry), który zajmowała ona od 1909 r. do końca swego istnienia.

### Likwidacja
Wskutek sukcesu powstania wielkopolskiego Komisja Kolonizacyjna została zlikwidowana w czerwcu 1919 roku, a w jej miejsce utworzony został polski Urząd Osadniczy, kierowany przez dr. Kazimierza Karasiewicza, lekarza z Tucholi. Urząd przejął majątek oraz zadania Komisji Kolonizacyjnej, wzmacniając jednak osadnictwo polskie zamiast niemieckiego. Przez pierwsze miesiące funkcjonowania z powodu braków kadrowych Urząd zatrudniał byłych niemieckich pracowników Komisji i prowadził prace w dwóch językach: polskim i niemieckim.
W grudniu 1920 r. Urząd Osadniczy przekształcono w Okręgowy Urząd Ziemski i podporządkowano Głównemu Urzędowi Ziemskiemu w Warszawie, a potem w 1923 r. Ministerstwu Reform Rolnych. Urząd zlikwidowano w 1934 r. Przez cały okres istnienia zajmował on przynajmniej częściowo dawny gmach Komisji Kolonizacyjnej (znany wtedy jako Collegium Medicum), tocząc przy tym o niego spór ze świeżo powstałym Uniwersytetem Poznańskim.

## Kolonizacja

### Kolonizacja pruskich kresów wschodnich
Kolonizacja wschodnich prowincji Cesarstwa Niemieckiego przez samych Niemców ujmowana była w kategoriach misji cywilizacyjnej. W związku z postrzeganiem przez nich Polaków jako kulturowo niżej usytuowanych, sprowadzenie osadników z Niemiec uważali oni za sposób na podniesienie cywilizacyjnego poziomu Wielkopolski i Pomorza Gdańskiego. Osadnicy mieli unikać kontaktów z Polakami w celu zachowania wyłącznie niemieckiego charakteru kolonizacji.
Sprowadzano osadników z różnych regionów Niemiec, licząc na przeniesienie przez nich na zaludniane obszary umiejętności, z których słynęli w swych „małych ojczyznach”. Zachęcano ich do pielęgnowania kultury własnego regionu dla oswojenia się z nową ziemią. Jednocześnie zdawano sobie sprawę, że w kolonizowanym regionie wykształcić się musi samoistnie nowy model osadniczy. 

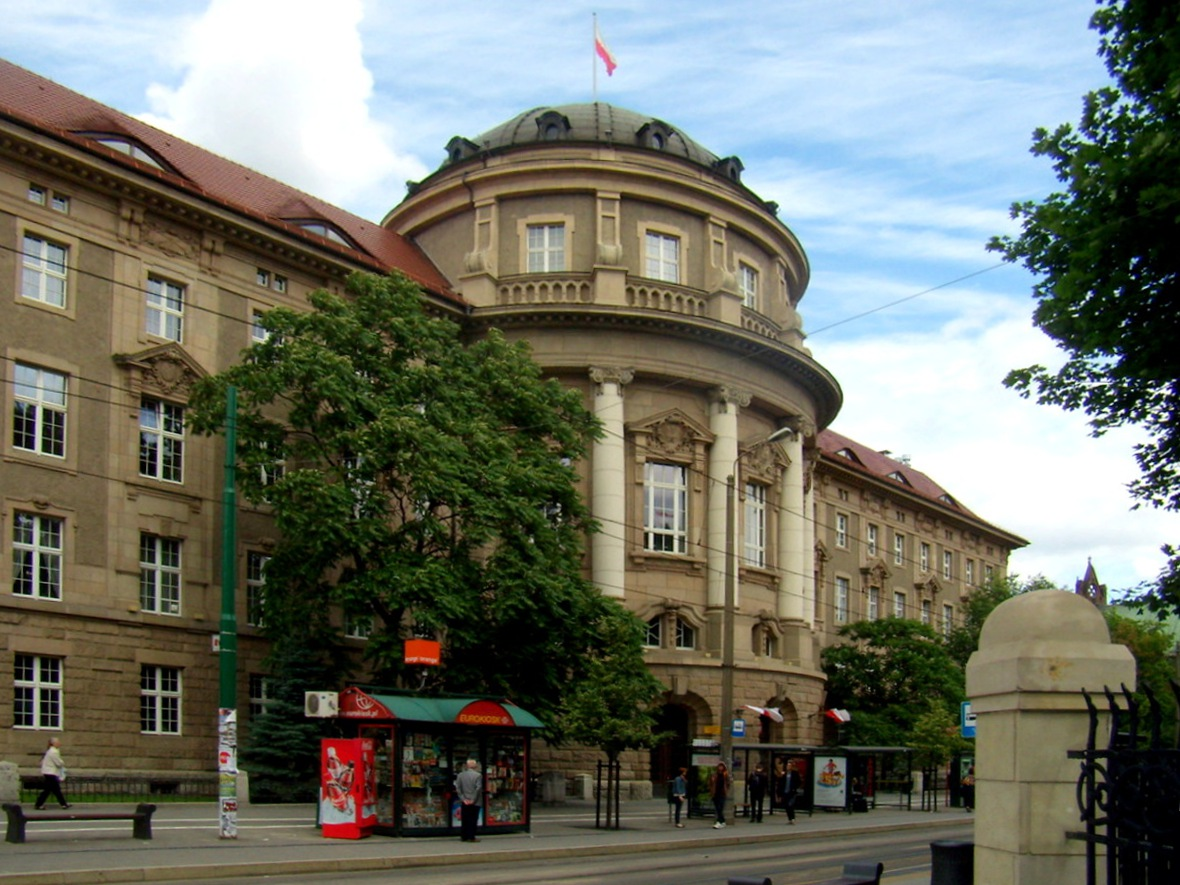
Współczesne Collegium Maius z przebudowaną kopułą – figury kolonistów niemieckich, które stały na cokołach będących przedłużeniem kolumn, zostały zlikwidowane podczas odbudowy gmachu po II wojnie światowej w ramach „odniemczania” poznańskiej architektury

Oprócz przybyszów z zachodnich prowincji Niemiec, osiedlano również niemieckich repatriantów ze wschodu (np. z Galicji, Wołynia, południa Rosji). Poszczególne grupy kolonistów osiadały często w skupiskach (choć istniały też osady mieszane):
- Westfalczycy w okolicach Gniezna,
- Saksończycy – Inowrocławia,
- przybysze z Hesji – Wyrzyska,
- przybysze z Palatynatu – Szamotuł,
- przybysze z Kronthalu – Żnina,
- Wirtemberczycy w olęderskim Bzowie (pow. świecki).

Regionalne zróżnicowanie grup osadniczych zostało też symbolicznie wykorzystane do ideologicznego podkreślenia znaczenia napływu ludności z zachodu dla rozwoju ziem Wielkopolski i Pomorza Gdańskiego poprzez umieszczenie wokół wieńczącej gmach Komisji kopuły sześciu figur przedstawiających kolejne historyczne etapy niemieckiej kolonizacji:
- kolonizację średniowieczną reprezentowali mnich cysterski i rycerz zakonny,
- kolonizację XVIII-wieczną – Salzburczyk i Holender,
- kolonizację współczesną – chłop westfalski i chłop szwabski.

#### Charakter kolonizacji
Choć w teorii kolonizacja prowadzona przez Komisję była kolonizacją wewnętrzną, tj. odbywającą się w granicach jednego państwa, w praktyce przypominała ona bardziej kolonizację zewnętrzną:
W prowincjach o zdecydowanej przewadze ludności niemieckiej „wewnętrzna kolonizacja” zapobiec miała wyludnieniu, które spowodował masowy odpływ chłopów do ośrodków przemysłowych w zachodnich landach. Jej celem była stymulacja relacji ekonomicznych i socjalnych poprzez wzmocnienie warstwy drobnych i średnich włościan, a także wsparcie robotników rolnych. Natomiast w Prowincji Poznańskiej i Prusach Zachodnich chodziło o daleko idące ułatwienie napływu ludności niemieckiej na obszar zdominowany przez obcy, słowiański żywioł. A zatem kolonizacja tych ziem – podobnie jak w przypadku zamorskich zdobyczy – była zabiegiem opresyjnym wobec rdzennej ludności.

### Działalność Komisji Kolonizacyjnej
Zadania Komisji obejmowały szeroki zakres działań wspierających kolonizację niemiecką we wschodnich prowincjach, począwszy od zakupu gruntów i sprowadzania osadników, przez planowanie osad i gospodarstw, meliorację gruntów, budowę budynków użyteczności publicznej, a czasem nawet samych gospodarstw, po wsparcie osadników poprzez różnego rodzaju organizacje (spółdzielnie, banki rolne), a także stymulowanie aktywności przemysłowej oraz rozbudowę sieci drogowej i kolejowej.

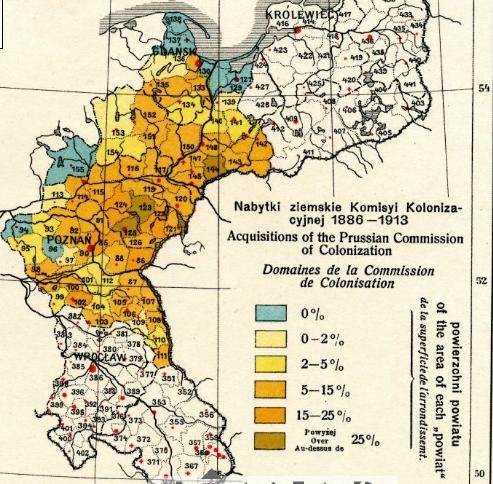
Nabytki ziemskie Komisji Kolonizacyjnej w latach 1886–1913

#### Obrót gruntami
Podstawowym zadaniem Komisji było nabywanie dużych gospodarstw rolnych, ich parcelacja oraz sprzedaż lub (częściej) dzierżawa niemieckim osadnikom. Ziemię kupowano przede wszystkim od Niemców: przez cały okres działalności Komisja nabyła ok. 460 tys. ha, z czego ponad 330 tys. ha (ponad 70%) od Niemców.
W 1908 r. weszła w życie ustawa zezwalająca na wywłaszczenie ziemi od Polaków. Wywołała ona duże kontrowersje, również w samych Niemczech.
W sumie Komisja wykupiła ok. 8% wszystkich gruntów w Prowincji Poznańskiej i Prusach Zachodnich.

#### Budownictwo[14]
Praktyki budownicze Komisji zmieniały się z upływem czasu, w miarę coraz lepszego rozpoznawania warunków regionu oraz trudności związanych z osadnictwem.
W celu wspierania silnych wspólnot po początkowym okresie lokowania osadników w odizolowanych gospodarstwach zaczęto budować całe osady wraz z budynkami publicznymi, niekiedy przekształcanymi z dawnych dworków ziemiaństwa.
Początkowo Komisja oddawała osadnikom gospodarstwa w stanie gotowym do wprowadzenia się, lecz ze względu na zbyt wysokie ceny i ich niedostosowanie do potrzeb kolonistów od 1892 r. zaczęła przyjmować model wspierania przyjezdnych w samodzielnym urządzaniu, a później nawet budowie zagród (zapewniając tymczasowe baraki mieszkalne). Główną wadą tzw. modelu budownictwa fiskalnego, czyli właśnie samodzielnego wznoszenia zabudowań przez osadników, był niski poziom architektoniczny powstających budynków, dlatego po kilku latach zrezygnowano z niego na rzecz powierzenia budowy lokalnej administracji państwowej.
Zagrody, zwłaszcza budowane samodzielnie przez osadników, charakteryzowały się prostotą oraz znacznym zróżnicowaniem układu przestrzennego budynków, choć decydujące w jego wyborze były w pierwszej kolejności względy praktyczne, a dopiero później przywiązanie do układu dominującego w rodzinnych stronach. Wśród głównych sposobów planowania zagród były (często rozpowszechnione w wielu regionach Niemiec, niezależnie od nazw):
- typ saksoński – budynki mieszkalne i gospodarskie oraz stodoła pomieszczone pod jednym dachem,
- typ westfalski – budynki mieszkalne i gospodarskie pod jednym dachem, osobna stodoła,
- typ nadreński – budynek mieszkalny połączony z oborą i przystawionym pod kątem prostym chlewem,
- typ wirtemberski – budynek mieszkalny postawiony osobno od połączonych ze stodołą budynków gospodarskich,
- typ frankoński – oddzielnie postawione budynki mieszkalne, gospodarskie oraz stodoła.

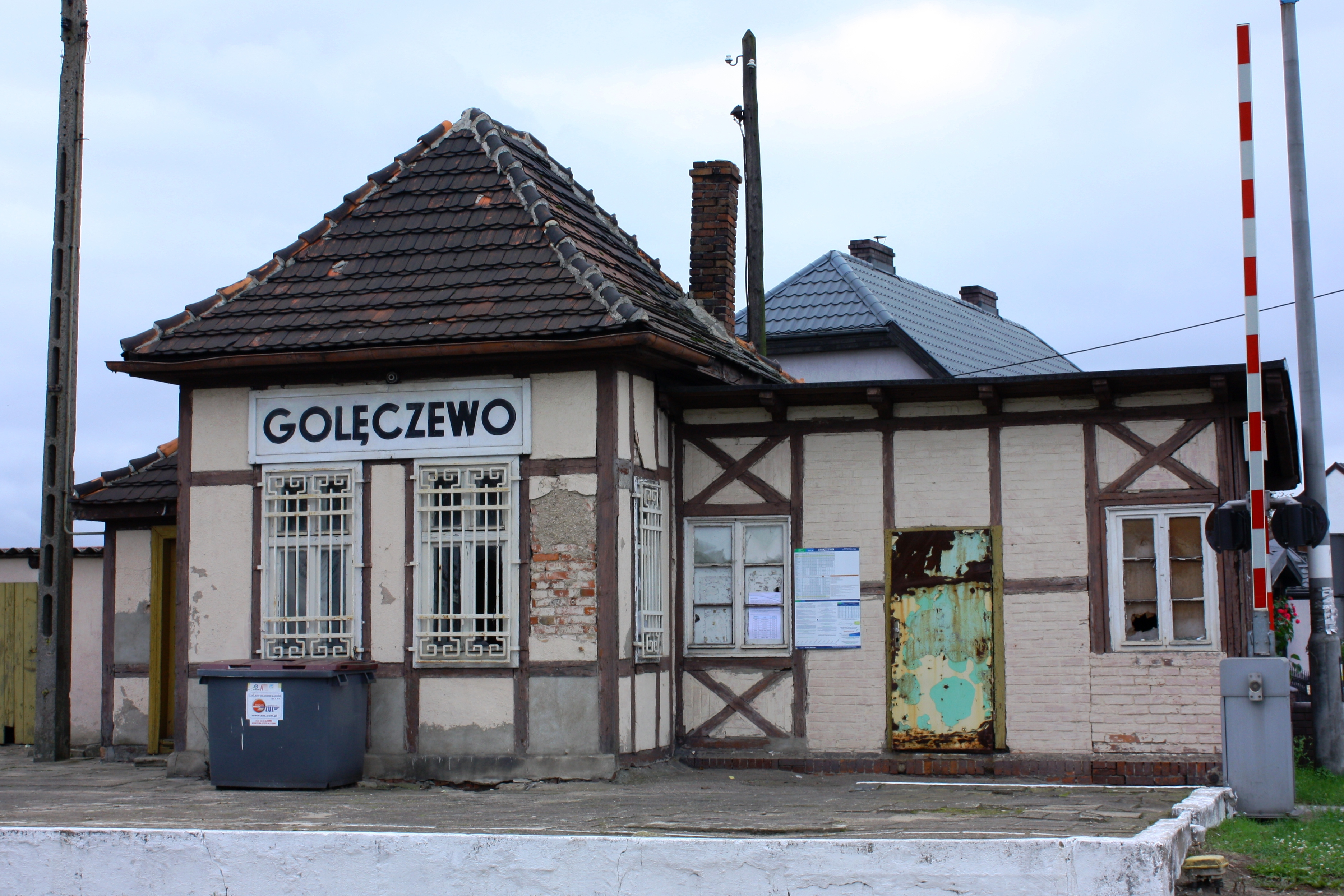
Stacja kolejowa w Golęczewie, otwarta w 1906 r., odrestaurowana w 2020 r.

W odróżnieniu od zazwyczaj skromnych zagród, budynki publiczne wznoszone przez Komisję Kolonizacyjną (szkoły, gospody, domy gminne czy kościoły) cechowały się wyrazistością architektoniczną i zastosowaniem rozmaitych stylów historycznych.
Osobnym projektem budowlanym Komisji było też stworzenie w latach 1903–1905 w podpoznańskim Golenhofen (dziś Golęczewo) wzorcowej osady, przy której budowie skorzystano z wielu regionalnych stylów budownictwa wiejskiego, z drobnymi modyfikacjami dotyczącymi głównie materiałów budowlanych. Choć wieś miała też praktyczny charakter osadniczy (było w niej ponad 40 zagród), jej głównym celem była propaganda i reklama osadnictwa niemieckiego na wschodzie Cesarstwa.

### Skutki kolonizacji
Germanizacyjna polityka Komisji Kolonizacyjnej w dużej mierze nie przyniosła pożądanego rezultatu. W 1918 r. odsetek ziemi pozostającej w posiadaniu Polaków w obu prowincjach był w sumie wyższy niż w 1886 r., gdy Komisja rozpoczynała działalność. Częściowo przyczyniły się do tego działania obronne społeczności polskiej, samodzielnie wykupującej ziemię od Niemców i parcelującej ją między siebie.
Działania Komisji miały duży wpływ na charakter osadnictwa we wschodnich prowincjach Cesarstwa. Wspierały one rozdrobnienie gospodarstw rolnych poprzez parcelację zakupionych gruntów, a także pozytywnie wpływały na sytuację ekonomiczną pruskiej szlachty ze względu na korzystne dla niej ceny skupu ziemi przez Komisję; zarazem jednak doprowadziły do znacznego wzrostu cen nieruchomości w Wielkopolsce i na Pomorzu Gdańskim. Wspierały zacieśnianie więzów wspólnotowych, lokalne rzemiosło i przetwórstwo oraz rozwój infrastruktury, w tym publicznej i komunikacyjnej, pełniąc tym samym rolę kulturotwórczą. Wprowadziły zmianę układu przestrzennego wielu wsi regionu, z jednej strony dbając o ich zadrzewienie, z drugiej nasycając ich budownictwo cechami regionalnymi charakterystycznymi dla Niemiec i realizując tym samym założenia architektury kolonialnej.

## Organizacja

### Struktura
W skład Komisji Kolonizacyjnej, oprócz prezesa i nominowanych przez kanclerza komisarzy, wchodzili: naczelni prezesi prowincji objętych jej działalnością (z urzędu będący zastępcami prezesa Komisji), ministrowie rolnictwa, finansów, oświaty i spraw wewnętrznych oraz członkowie mianowani przez króla.
Administracja Komisji pierwotnie zorganizowana była w czterech (potem pięciu) decernatach, zajmujących się odrębnymi obszarami działalności Komisji. W 1897 r. zreformowano strukturę Komisji, wprowadzając samodzielne referaty, przydzielane do poszczególnych spraw i zajmujące się ich obsługą we wszystkich obszarach.
Liczebność Komisji stale wzrastała: początkowo zatrudniała ona kilkanaście osób, w 1903 r. (w momencie planowania nowej siedziby w dzisiejszym Collegium Maius) były to już 282 osoby, zaś w kolejnych latach 578 osób (1907) i ok. 900 osób (1914). W momencie likwidacji w czerwcu 1919 r. w Komisji pracowało 430 osób.

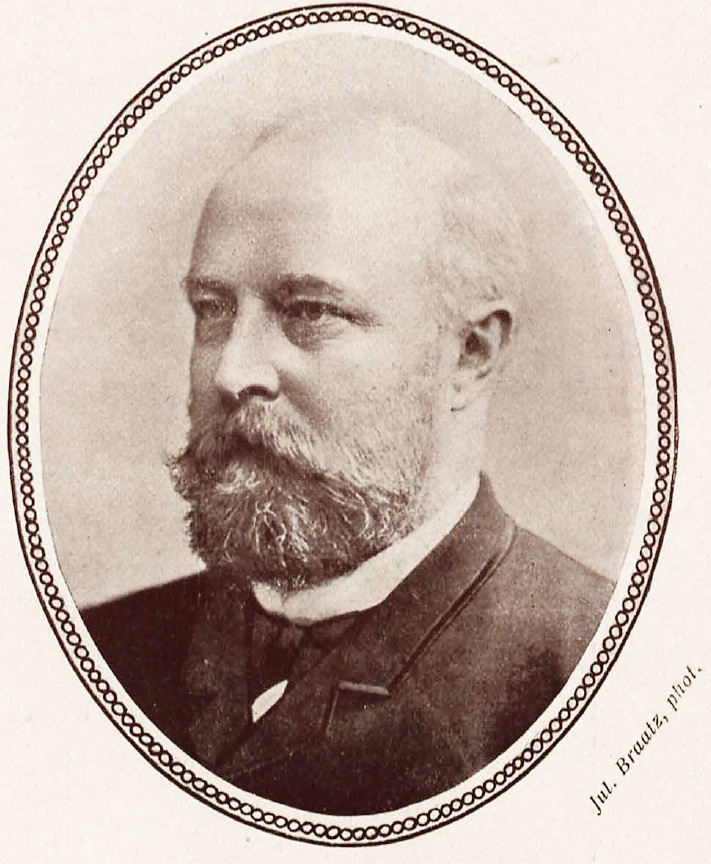
Robert von Zedlitz-Trützschler – pierwszy prezes Komisji Kolonizacyjnej

### Prezesi
Funkcję prezesa Komisji Kolonizacyjnej spełniali w latach:
- 1886-1891: Robert von Zedlitz-Trützschler(inne języki) – łączył funkcję prezesa Komisji ze stanowiskiem nadprezesa Prowincji Poznańskiej,
- 1891-1903: Rudolf von Wittenburg(inne języki),
- 1903-1908: Paul Blomeyer(inne języki),
- 1908-1913: Friedrich Karl Gramsch,
- 1913-1918: Hugo Ganse(inne języki).

Prezes Komisji zamieszkiwał w gmachu Komisji, w służbowym mieszkaniu usytuowanym w północno-zachodnim skrzydle (dziś mieszczącym Instytut Filologii Słowiańskiej UAM).

### Budżet
Budżet Komisji na wykup gruntów i wsparcie kolonizacji był ogromny. W sumie wyniósł 650 mln marek przez cały okres istnienia Komisji. Początkowo instytucja otrzymała na działalność 100 mln marek, później kilkakrotnie przyznawano jej dalsze fundusze: w 1898 r. 100 mln marek, w 1902 r. 150 mln marek, w 1908 r. 125 mln marek i w 1913 r. 175 mln marek. Dodatkowo w 1902 r. Komisja otrzymała kolejne 100 mln marek na tworzenie na nienadających się do uprawy rolnej wykupionych terenach lasów państwowych (w 1908 r. dodano 25 mln marek na ten cel). Od 1908 r. budżet Komisji dodatkowo zasilały przychody ze sprzedaży ziemi (wcześniej idące do skarbu państwa).